# Waterplas (Rosmalen)
De Waterplas is een meer in stadsdeel De Groote Wielen in het noorden van Rosmalen, in de Nederlandse provincie Noord-Brabant. De oppervlakte van het meer is ongeveer 0,1 km².
De Waterplas grenst aan alle woonwijken in De Groote Wielen. Rondom de plas zijn er mogelijkheden voor recreatie, zoals fietsen, wandelen, roeien, surfen, vissen of zonnen op het strand. Het meer is geen officieel zwemwater, al is het water daar wel schoon genoeg voor. Dit is mogelijk, omdat het water in het stadsdeel een gesloten systeem is. Alle slootjes die door de De Groote Wielen lopen, komen uiteindelijk uit bij de Waterplas en geen enkel water van buiten De Groote Wielen mondt hierop uit.
In dit gesloten systeem, de watermachine, geldt de plas als waterbekken. De machine zuivert het water op een natuurlijke manier.